# Battlezone (videojuego del 2016)
Battlezone es un juego de arcade lanzado por Rebellion en 2016. Es una actualización del juego de arcade original de 1980. El juego fue uno de los títulos de lanzamiento para PlayStation VR en octubre de 2016.
Al igual que con el original, el juego presenta combates de tanques en primera persona contra una fuerza enemiga controlada por la IA, pero incluye multijugador cooperativo y una estructura de campaña, además de estar diseñado para la realidad virtual.

## Jugabilidad
El juego se juega completamente en primera persona, desde la cabina de un tanque. El juego fue diseñado originalmente para la realidad virtual con control de gamepad; hay algunos elementos del HUD, como puntos de mira, pero la mayoría de las lecturas se presentan en paneles de visualización montados alrededor de la cabina, junto con una pantalla de radar holográfica de arriba hacia abajo.
Un jugador inicia una campaña seleccionando un nivel de dificultad y la duración de la campaña. Hasta 3 jugadores más pueden unirse a la campaña, para un total de 4 jugadores. Los jugadores pueden entrar o salir en cualquier momento, incluso durante el juego. Cada jugador elige un tanque que usará para toda la campaña, y cada tanque viene con una carga de armas inicial. La carga del tanque se puede cambiar en los puntos de suministro durante la campaña.
El objetivo de la campaña es viajar a través del mapa hexadecimal generado por procedimientos, para finalmente destruir el núcleo de IA del enemigo en el volcán en el otro extremo del mapa. Cada hex contiene una zona de batalla de uno de los múltiples tipos de mapas, un punto de suministro, un generador de escudos o un evento aleatorio. Las zonas de batalla tienen diferentes objetivos: completar el objetivo y derrotar a los enemigos en la zona de batalla les otorga "datos" a los jugadores, y estos datos se pueden gastar en mejoras o nuevas armas. Cada generador de escudo destruido en el mapa reduce las defensas en la zona de batalla de confrontación del núcleo final de la IA.
Los jugadores tienen un grupo de vidas compartido, comenzando con 3 vidas. Se pueden comprar más con datos, pero el costo aumenta rápidamente. Cuando todos los jugadores mueren y no quedan vidas, la campaña termina en derrota. Para evitar gastar vidas, un jugador derribado puede ser revivido por otro jugador.
Un parche posterior al lanzamiento agregó "modo clásico", que recrea el juego de vectores de estructura metálica original de 1980 en el entorno de realidad virtual.

## Lanzamiento
El juego se lanzó por primera vez como un título de lanzamiento exclusivo para PlayStation VR en PlayStation 4 el 13 de octubre de 2016. En mayo de 2017 siguió un puerto de Microsoft Windows compatible con HTC Vive y Oculus Rift.
El 1 de mayo de 2018, el juego se actualizó y lanzó como Battlezone: Gold Edition, incluido un nuevo puerto de Xbox One. La Gold Edition agregó soporte para aplicaciones que no son de realidad virtual e incluyó todos los complementos lanzados anteriormente como contenido descargable. Fue una actualización gratuita para los propietarios existentes de Windows y PlayStation 4. Un puerto de Nintendo Switch siguió el 8 de noviembre de 2018.

## Recepción
El juego recibió críticas mixtas tras su lanzamiento, según el agregador de reseñas Metacritic.